# Wilehad
Wilehad – imię męskie pochodzenia germańskiego (niem. Willehad). Patronem imienia jest św. Willehad, biskup Bremy (zm. ok. 789). 
Wilehad imieniny obchodzi 8 listopada.